# Meliola fagarae
Meliola fagarae är en svampart som beskrevs av Hansf. 1941. Meliola fagarae ingår i släktet Meliola och familjen Meliolaceae.   Inga underarter finns listade i Catalogue of Life.